# Kurt Herrmann (General)

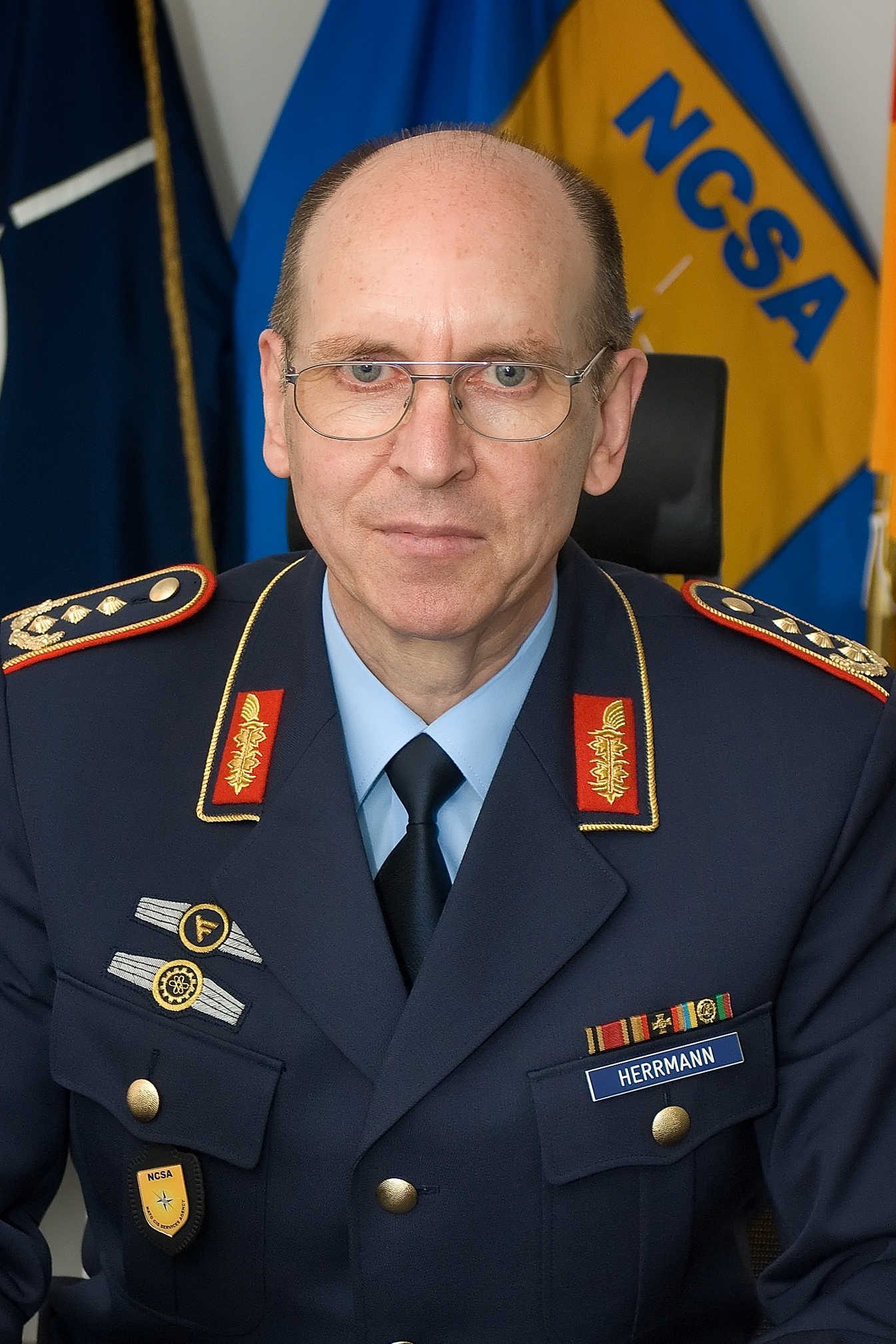
Kurt Herrmann (2009)

Kurt Herrmann (* 3. August 1950 in Wetzlar) ist ein Generalleutnant a. D. der Luftwaffe. In seiner letzten Verwendung war er Direktor der NATO Communications and Information Systems Services Agency in Mons (Belgien).

## Militärische Laufbahn
Generalleutnant Kurt Herrmann trat 1969 in die Luftwaffe ein, durchlief die Offizierausbildung an der Offizierschule der Luftwaffe in Neubiberg und studierte zunächst Luft- und Raumfahrttechnik an der Fachhochschule der Luftwaffe. Ab 1973 folgte ein Studium der Informatik an der Technischen Universität München, das er 1977 mit dem Diplom abschloss.
Seine erste Truppenverwendung führte ihn als Technischen Offizier für Luftfahrzeugelektronik des Waffensystems F-104G, „Starfighter“ in die Elektronik- und Waffenstaffel des  Jagdbombergeschwader 33 in Büchel. Dem folgte eine Verwendung als Programmier-Stabsoffizier für das Waffensystem TORNADO PA-200 im Programmierzentrum der Luftwaffe für fliegende Waffensysteme in Kaufering bei Landsberg am Lech.
Nach dem zweijährigen Generalstabslehrgang (1981–1983) an der Führungsakademie der Bundeswehr in Hamburg wurde er Chef der Elektronik- und Bildgerätestaffel beim Aufklärungsgeschwader 52 in Leck in Nordfriesland (1983–1985). Von 1985 bis 1987 war er Abteilungsleiter Logistik beim Luftwaffenführungsdienstkommando in Köln. Seine erste ministerielle Verwendung durchlief er als Referent für elektronische Datenverarbeitung und Sekretär einer Arbeitsgruppe für Führungs- und Informationssysteme im Führungsstab der Luftwaffe im Bundesministerium der Verteidigung (1987–1990).
Danach diente er als Generalstabsoffizier (Einsatz) im Bereich der Streitkräfteplanung bei SHAPE (1990–1992). Als Referent für militärpolitische Angelegenheiten beim Führungsstab der Streitkräfte kehrte er von 1993 bis 1994 zurück in das Bundesministerium der Verteidigung in Bonn. Mit seiner Beförderung zum Oberst wurde er 1994 Kommandeur des Luftwaffen-Versorgungsregiments 5 in Trollenhagen. Bereits im März 1996 kehrte er als Referatsleiter für Strategische Optische- und Radaraufklärungssysteme in die Stabsabteilung für das militärische Nachrichtenwesen beim Führungsstab der Streitkräfte erneut in das Bundesministerium der Verteidigung zurück. Während dieser Verwendung nahm er auch die Aufgaben des Beauftragten des Inspekteurs der Luftwaffe für das militärische Nachrichtenwesen wahr. Ab November 1998 war er Stellvertreter des Kommandeurs und Chef des Stabes der 1. Luftwaffendivision in Karlsruhe und hatte diesen Posten bis September 2000 inne.
Zum Oktober 2000 übernahm er den Dienstposten General Inspizierungen und Weiterentwicklung Luftwaffe im Luftwaffenamt in Köln und wurde 2001 zum Brigadegeneral befördert. In dieser Funktion arbeitete er direkt für den Inspekteur der Luftwaffe.
Im Januar 2002 wurde er der erste Kommandeur des Kommandos Strategische Aufklärung und hatte diesen Posten bis Ende November 2004 inne. Von Oktober 2004 bis März 2005 durchlief er eine Sprachausbildung in Russisch im Bundessprachenamt in Hürth. Ende Mai 2005 übernahm er, nach seiner Beförderung zum Generalmajor, den Posten des Leiters der NATO Military Liaison Mission (MLM) in der russischen Hauptstadt Moskau.
Zurück in Deutschland folgte ab Juli 2008 seine Verwendung als Stellvertreter des Befehlshabers des Streitkräfteunterstützungskommandos in Köln. Im April 2009 wurde er Direktor der NATO Communications and Information Systems Services Agency (NCSA) und es erfolgte seine Beförderung in den Dienstgrad Generalleutnant. Er ist Träger des Bundesverdienstkreuzes am Bande und des Ehrenkreuzes der Bundeswehr in Gold.
Von Oktober 2013 bis September 2020 war er Präsident der Clausewitz-Gesellschaft.

## Privates
Generalleutnant Herrmann ist seit 1972 verheiratet. Das Ehepaar hat zwei erwachsene Söhne.